# Haunedorf
Haunedorf ist ein Ortsteil der Gemeinde Petersberg im osthessischen Landkreis Fulda. Der Ort liegt  am Rand der Rhön. Im Westen verläuft die Bundesautobahn 7.

## Geschichte

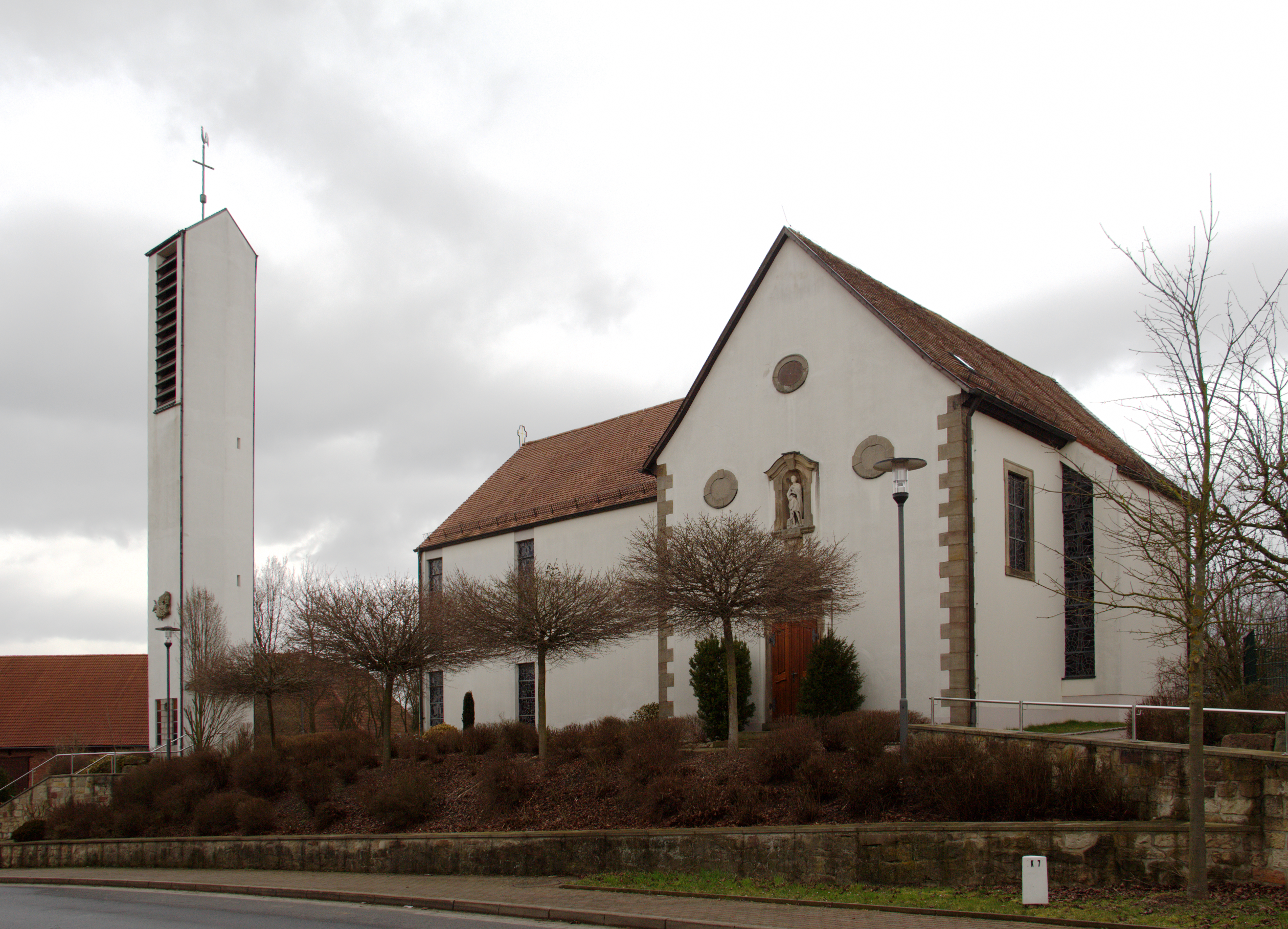
Die Kath. Kirche in Almendorf

Zum 1. September 1968 schlossen sich im Vorfeld der Gebietsreform in Hessen die die bis dahin selbständigen Gemeinden  Almendorf, Melzdorf und Stöckels (mit den Weilern Unter- und Obergötzenhof) zur neuen Gemeinde Haunedorf zusammen. Zum 31. Dezember 1971 wurde dann Haunedorf auf freiwilliger Basis nach Petersberg eingemeindet. Für Haunedorf wurde ein Ortsbezirk eingerichtet.
Nördlich von Almendorf liegt im Wiesengrund, von der Haune über einen Mühlgraben mit Wasser versorgt, die Ruppertsmühle. Im Fuldaer Adelsarchiv (derer von der Tann) wird 1433 ein „Rypprechtehusen“ genannt, das mit dem Mühlenstandort gleichgesetzt wird. Ein Müller Andres Bappert ist 1520 bezeugt.

## Politik
Für Haunedorf besteht ein Ortsbezirk (Gebiete der ehemaligen Gemeinde Haunedorf) mit Ortsbeirat und Ortsvorsteher nach der Hessischen Gemeindeordnung.
Der Ortsbeirat besteht aus sieben Mitgliedern. Bei den Kommunalwahlen in Hessen 2021 betrug die Wahlbeteiligung zum Ortsbeirat 64,91 %. Dabei wurden gewählt: vier Mitglieder der CDU und drei Mitglieder der „Christlichen Wähler-Einheit“. Der Ortsbeirat wählte Matthias Balzer (CDU) zum Ortsvorsteher.